# Landsstævnet i Grenaa 1937 og Nytaarsparaden 1938
|  | Denne artikel er oprettet af botten Steenthbot ud fra en ekstern database. Den kan derfor have sproglige fejl eller mangler. Denne skabelon kan fjernes efter kontrol af indholdet. |

Landsstævnet i Grenaa 1937 og Nytaarsparaden 1938 er en dansk dokumentarisk optagelse fra 1938.

## Handling
Landsstævnet i Grenaa 20. juni 1937 - fra sportspladsen om morgenen. Hundestedfærgen "Isefjord"s ankomst, spadserturen til samlingspladsen. Københavns S.A. marcherer. Fra demonstrationsmarchen i Grenaas gader. Fra eftermiddagsmødet - talere: Partifører Frits Clausen, Grev Knuth, dyrlæge Philip Hoffmann Madsen. Fra S.A.-skolens øvelse og optagelser fra Nykøbing Falster. Nytårsparaden 9. januar 1938. Sysselleder Orla Olsen taler til S.A. Fra propagandamarchen i Søborg.

## Medvirkende
- Grev Knuth
- Hoffmann Madsen
- Orla Olsen